# Olivier Delcroix
Ne doit pas être confondu avec Olivier Delacroix.
Olivier Delcroix, né le 18 juin 1967 à Toulon (Var), est un écrivain et journaliste français.

## Biographie
Licencié ès lettres modernes à La Sorbonne, diplômé de l’école supérieure de journalisme de Paris, Olivier Delcroix a également suivi les cours de l’académie Charpentier préparant aux Arts-déco.  
Journaliste au Figaro depuis 1991, il intègre la rédaction du Figaro littéraire entre 1999 et 2008. Critique cinéma au sein du Figaro quotidien et critique de bande dessinée dans les colonnes du « Littéraire » depuis 2020,, rédacteur en chef du Figaroscope entre 2016 et 2020, il a été responsable culture sur Le Figaro.fr (2013-2016) et chef de service cinéma au Figaro et au Figaroscope entre 2008 et 2013.
De 2006 à 2008, il a collaboré à la revue d’art contemporain Cimaise. 
Il écrit entre autres sur la science-fiction, le roman policier, les séries télévisées et la bande dessinée. Auteur d’un documentaire intitulé De Tintin à Titeuf, les mythes de la bande dessinée, il a publié Corto Maltese. La Cour secrète des arcanes (Casterman, 2002) et un récit-enquête sur Tintin, Générations Hergé (éditions des Équateurs, 2006).  
Il a participé aux anthologies de nouvelles Noirs Complots avec « Le Beatles Gate » (Les Belles Lettres, 2003, dir. Pierre Lagrange), Le Dernier Homme avec « Le rêveur de Pompéi » (Les Belles Lettres, 2004, dir. Jérôme Leroy) et Noirs Scalpels avec « La Chouette en plein jour » (Le Cherche midi, 2005, dir. Martin Winckler).
Il a dirigé l’anthologie Complots Capitaux (Le Cherche-midi, 2008), un recueil de 18 nouvelles sur le thème des conspirations célèbres, dont une sur Marilyn Monroe (« Une bombe nommée Marilyn ») signée par lui.  
En 2012, il publie une étude encyclopédique, Les Super-héros au cinéma, chez Hoëbeke, et, en 2017, chez le même éditeur, une nouvelle étude encyclopédique, Le Cinéma d’action américain. 
En 2021, il publie une anthologie consacrée aux grands personnages cultes (héros et héroïnes) de la bande dessinée.

## Œuvres

### Publications
- 2002 : Corto Maltese. La cour secrète des arcanes (Casterman) (scénario)[4],[n 1]
- 2003 : The Beatle Gate (nouvelle), in Noirs Complots, Les Belles Lettres, coll. « Le Cabinet noir »[5],[6],[7]
- 2004 : Le Dernier Homme (nouvelle intitulée « Le rêveur de Pompéi »), Les Belles Lettres, coll. « Le Cabinet noir »
- 2005 : « La Chouette en plein jour » (nouvelle), Noirs Scalpels, éd. Le Cherche midi
- 2006 : Générations Hergé, essai littéraire sur Tintin (Les Équateurs)[8]
- 2008 : Anthologie Complots capitaux, direction d'ouvrage (Le Cherche midi éditeur)
- 2012 : Les Super-héros au cinéma (Hoëbeke)[9],[10],[11],[12],[13],[14],[15],[16],[17]
- 2017 : Le Cinéma d'action américain (Hoëbeke)[18],[19],[20],[21],[22],[23],[24],[25],[26]
- 2021 : Les 100 Personnages cultes de la BD, préfacé par Pascal Ory (coll. « Les 100 » éditée par Le Figaro)[27],[28],[29],[30]

### Télévision
Il est l’auteur d’un documentaire, De Tintin à Titeuf, les mythes de la bande dessinée, diffusé sur France 5, TV5 et sur la TNT, à l’occasion du festival d’Angoulême en 2004, 2005, et 2006.
Chroniqueur littéraire sur Paris première (dans l’émission Rive droite Rive gauche) sur I-Télé (dans l’émission Postface), sur France 5 dans l’émission de Frédéric Ferney Le Bateau livre (2007), sur I-Télé puis sur Canal+ (dans les Matinales d’Aymeric Caron, 2008).
Il fait partie des intervenants réguliers du magazine 50’ inside sur TF1
Il intervient dans Le Figaro Live sur le cinéma et la bande dessinée,, et dans l’émission Le Club-Le Figaro Culture présentée par Jean-Christophe Buisson.